# Teinobasis stigmatizans
Teinobasis stigmatizans là một loài chuồn chuồn kim trong họ Coenagrionidae.
Teinobasis stigmatizans được Lieftinck miêu tả khoa học năm 1938.